# Leucochrysa bullata
Leucochrysa bullata là một loài côn trùng trong họ Chrysopidae thuộc bộ Neuroptera. Loài này được C. Tauber miêu tả năm 2007.